# Schmiedrait
Schmiedrait (ungarisch Határfő) ist einer der höchstgelegenen Orte des österreichischen Burgenlandes. In den Ausläufern der Buckligen Welt liegt der Ort am Dreiländereck Burgenland, Niederösterreich und Steiermark, auf einer Seehöhe von 658 m ü. A. Am 1. Jänner 2024 hatte Schmiedrait 113 mehrheitlich evangelische Einwohner. Schmiedrait hat eine Fläche von 380 ha. Das Wahrzeichen des Ortes ist außer dem Dreiländerstein in der Willersdorfer Schlucht die weithin sichtbare evangelische Kirche, die um 1850 erbaut wurde. Sie ist die höchstgelegene Kirche des Burgenlandes.
Schmiedrait ist einer der fünf Ortschaften der Gemeinde Oberschützen im Bezirk Oberwart.
Die erste urkundliche Nennung des Ortes erfolgte im Jahr 1388 unter dem Namen Symdroch und 1392 Simidrouch. 1848 bis 1855 wurde die weithin sichtbare Kirche mit Schule errichtet. 1935 erfolgte die Gründung der Freiwilligen Feuerwehr Schmiedrait, 1995 wurde das neuerbaute Feuerwehrhaus in Betrieb genommen. Früher war Schmiedrait eine der höchstgelegenen Grenzorte Ungarns (Name damals: Határfő = Grenzhaupt).

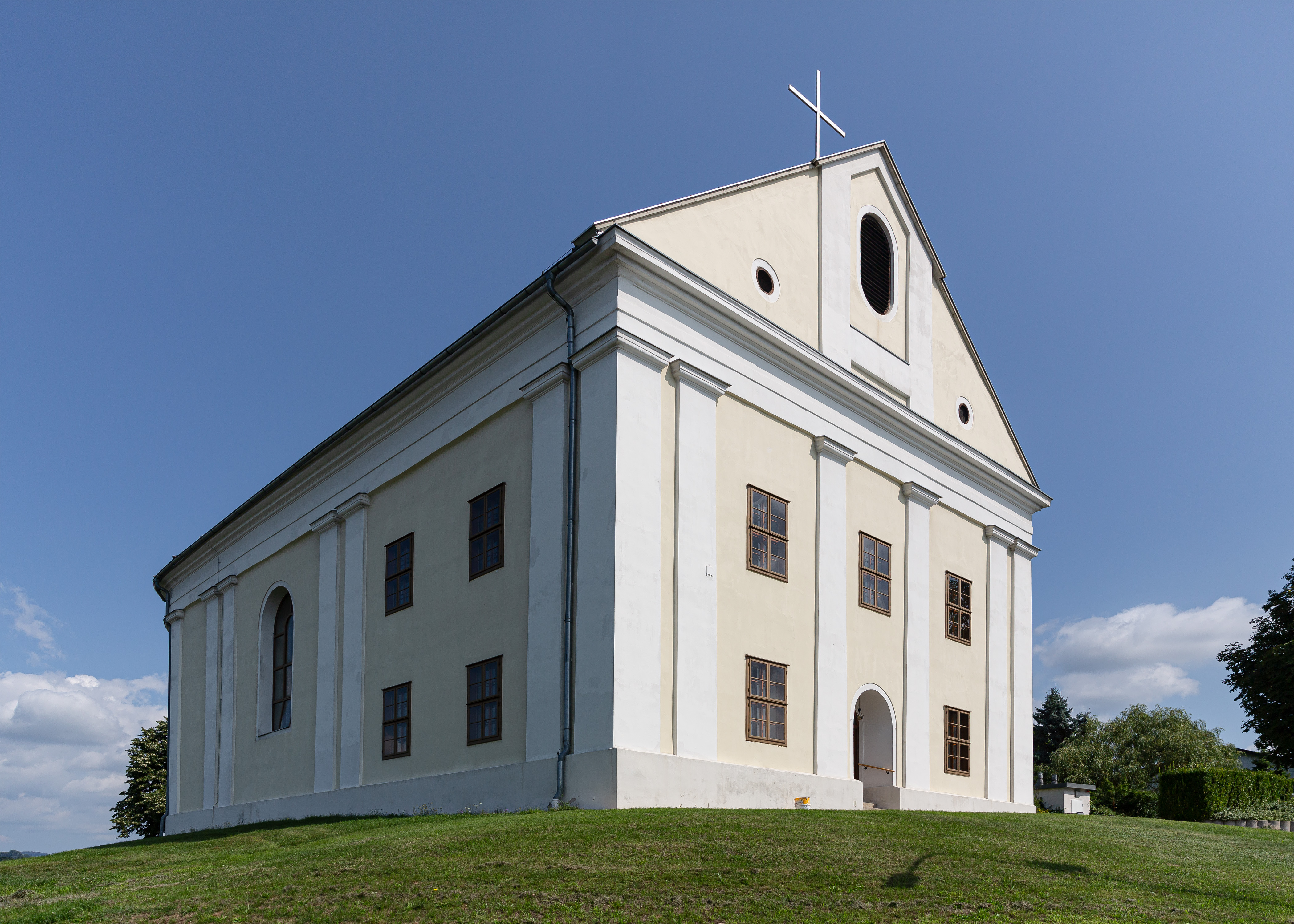
Evangelisches Schul- und Bethaus
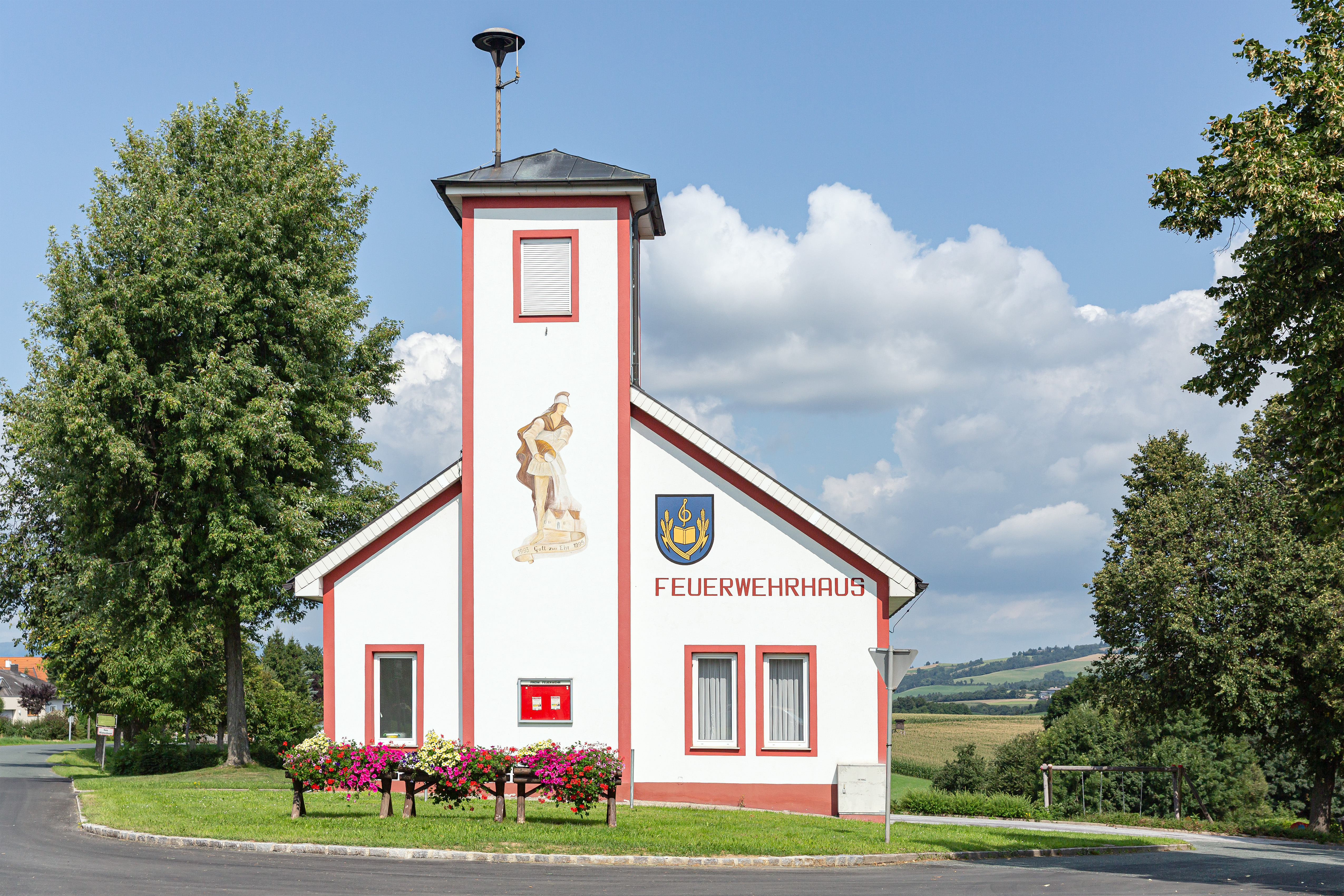
Feuerwehrhaus
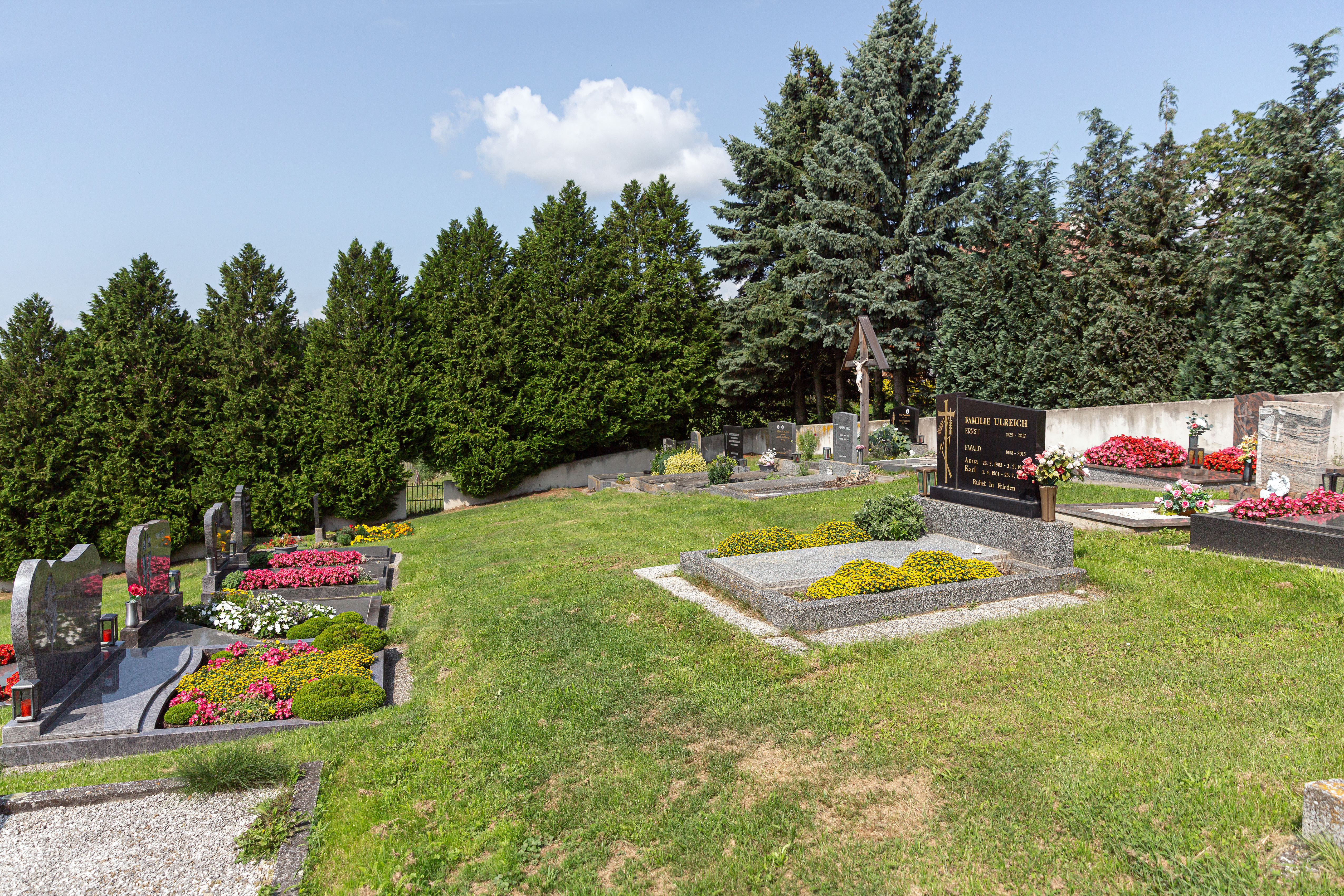
Friedhof
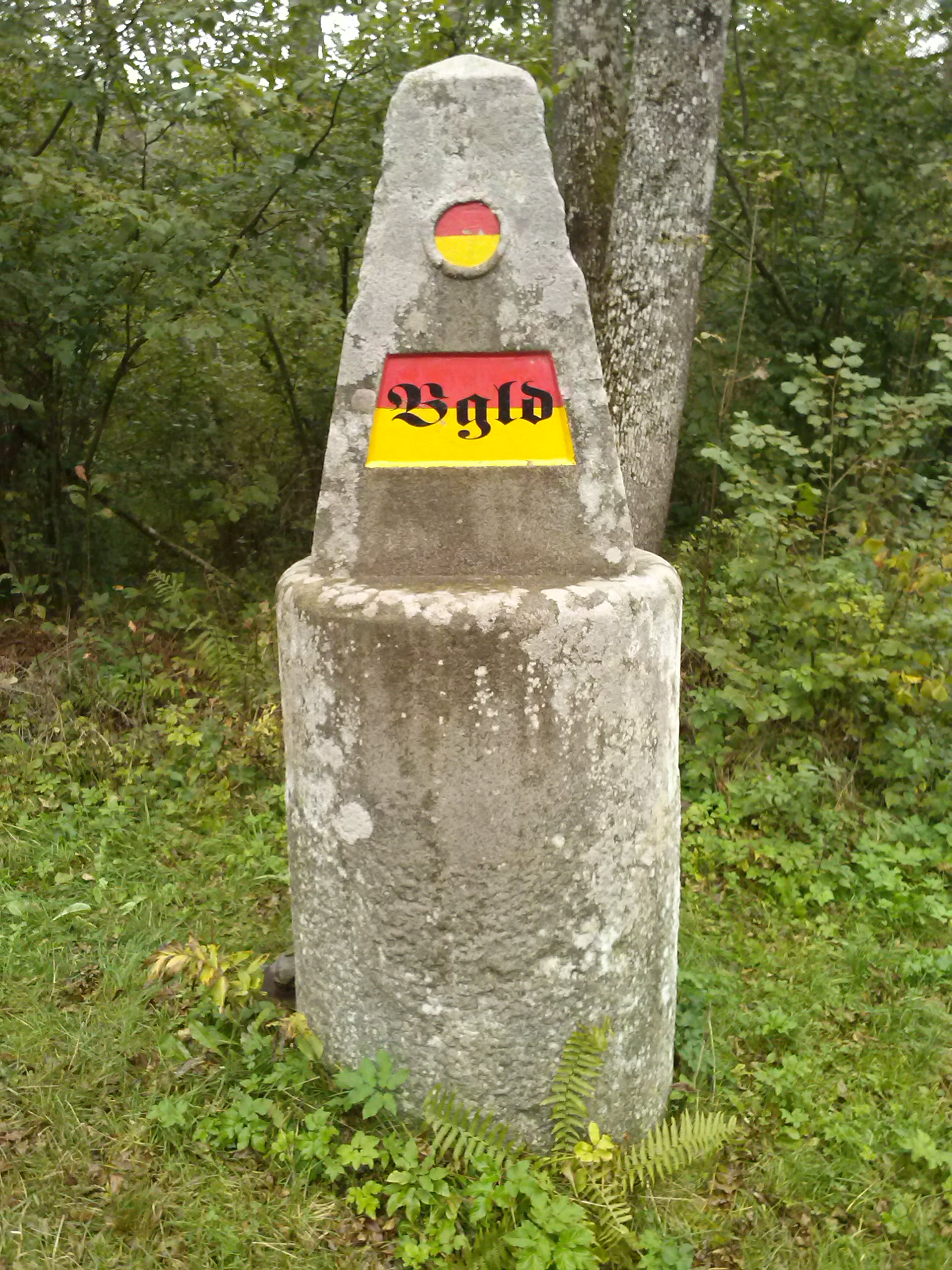
Grenzstein Burgenland-Steiermark-Niederösterreich